# Снегирёвые овсянки
Снегирёвые овсянки (лат. Loxigilla) — род воробьиных птиц из семейства танагровых. Распространены на Малых Антильских островах.

## Классификация
На апрель 202 года в род включают 2 вида:
- Loxigilla barbadensis Cory, 1886
- Loxigilla noctis (Linnaeus, 1766) — Бородатая снегирёвая овсянка